# بورته
بورته اوجین بهادری دختر سبتای خان  یا بورته فوجین نام همسر نخست چنگیز خان و مادر چهار پسر او به نام‌های جوچی، جغتای، اوگتای خان و تولی خان بود. جوینی به اشتباه نام این زن را یسونجین آورده‌است. او از قوم قنقرات بود. از اوایل زندگی او اطلاعات کمی در دسترس است ولی او در سنی کم با چنگیز خان نامزد شد و در هفده سالگی با او ازدواج کرد و سپس توسط قبیله ای رقیب چنگیز خان دزدیده شد. تلاش چنگیز خان برای نجات دادن او  ممکن است یکی از دلایل اصلی باشد که چنگیز خان تبدیل به یک فردی کشورگشا و فاتح در طول زمانه خود شود.
مادر چنگیز خان (با نام: Hoelun (also Hoelun Üjin, Mongolian Cyrillic: Өэлүн үжин, Өэлүн эх, Mother Hoelun, Öülen/Oulen; simplified Chinese: 诃额仑; traditional Chinese: 訶額侖; pinyin: Hē'élún)) همراه با بورته فوجین دو فرد بسیار تاثیر گذار و مهم در زندگی چنگیزخان هستند.